# آسپا-میشلباک
آسپا-میشلباک (به فرانسوی: Aspach-Michelbach) یک کمون در فرانسه است که در او-رن واقع شده‌است. آسپا-میشلباک ۱۲٫۰۳ کیلومتر مربع مساحت دارد.